# Bjurawan
Bjurawan – wieś w Armenii, w prowincji Ararat. W 2011 roku liczyła 1191 mieszkańców.